# جان بول بيرغيرون
جان بول بيرغيرون هو رياضياتي كندي، ولد في 21 أكتوبر 1947 في Saint-Alexandre, Quebec ‏ في كندا.